# Parachute Woman
Pistes de Beggars Banquet
Dear Doctor
(3) Jigsaw Puzzle
(5)
Parachute Woman est une chanson du groupe de rock britannique The Rolling Stones parue sur l'album Beggars Banquet le 6 décembre 1968. 
Elle est écrite et composée par Mick Jagger et Keith Richards et est produite par Jimmy Miller.

## Enregistrement et analyse artistique
Écrite par Mick Jagger et Keith Richards, Parachute Woman est une chanson de blues et est l'une des chansons de Beggars Banquet enregistrées sur un lecteur cassette sur laquelle la piste est dédoublée pour l'effet. Mick est au chant, Keith à la guitare électrique et Brian Jones à la guitare acoustique. Mick Jagger et Brian Jones jouent tous les deux de l'harmonica. Le batteur Charlie Watts et le bassiste Bill Wyman sont fidèles à leur poste.
Bill Janovitz commente dans sa critique de la chanson : « Le résultat est un morceau de blues brut et trouble mais rempli d'atmosphère qui met en lumière les vantardises sexuelles marmonnées de Mick Jagger et son jeu d'harmonica intense. Avec des insinuations à peine voilées – juste assez pour le rendre comique – Mick Jagger fait comme un Muddy Waters des temps modernes : Femme parachutiste veux-tu m'exploser ?

## Postérité
Parachute Woman n'a été joué en concert par les Rolling Stones que deux fois. La première représentation a eu lieu lors du Rock and Roll Circus en 1968 et apparaît sur l'album du film. Il serait également joué une fois lors de la tournée Forty Licks 2002, plus de 30 ans après ses débuts en concert.

## Personnel
- Mick Jagger : chant, harmonica (en fin de chanson seulement)
- Keith Richards : guitare électrique
- Brian Jones : guitare acoustique, harmonica
- Bill Wyman : basse
- Charlie Watts : batterie